# Jan Valerián Jirsík
Jan Valerián Jirsík, křtěn Jan Viktorin Jirsík (19. června 1798 Kácov – 23. února 1883 České Budějovice), byl český katolický duchovní, spisovatel, vlastenec a národní buditel. V letech 1851–1883 působil jako čtvrtý biskup českobudějovický a z titulu své funkce zasedal na Českém zemském sněmu a Říšské radě. Zvelebil českobudějovickou diecézi a vybudoval českobudějovické českojazyčné školství, když mimo jiné založil první českojazyčné gymnázium v Českých Budějovicích a pozval do města notredamky, aby zde zřídily klášterní dívčí školu.

## Biografie

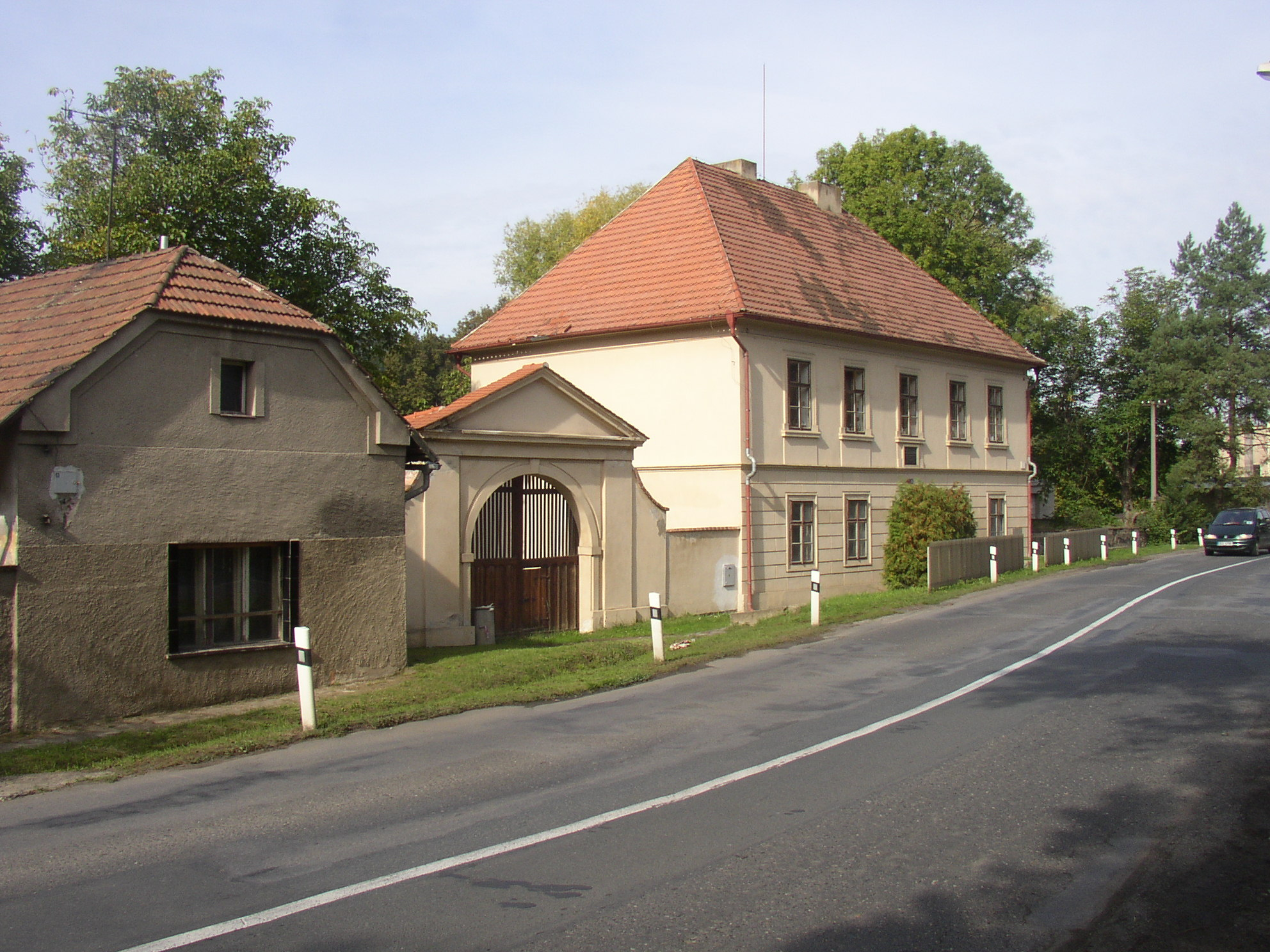
Fara v Minicích (dnes předměstí Kralup nad Vltavou), Jirsíkovo působiště v letech 1832 až 1846

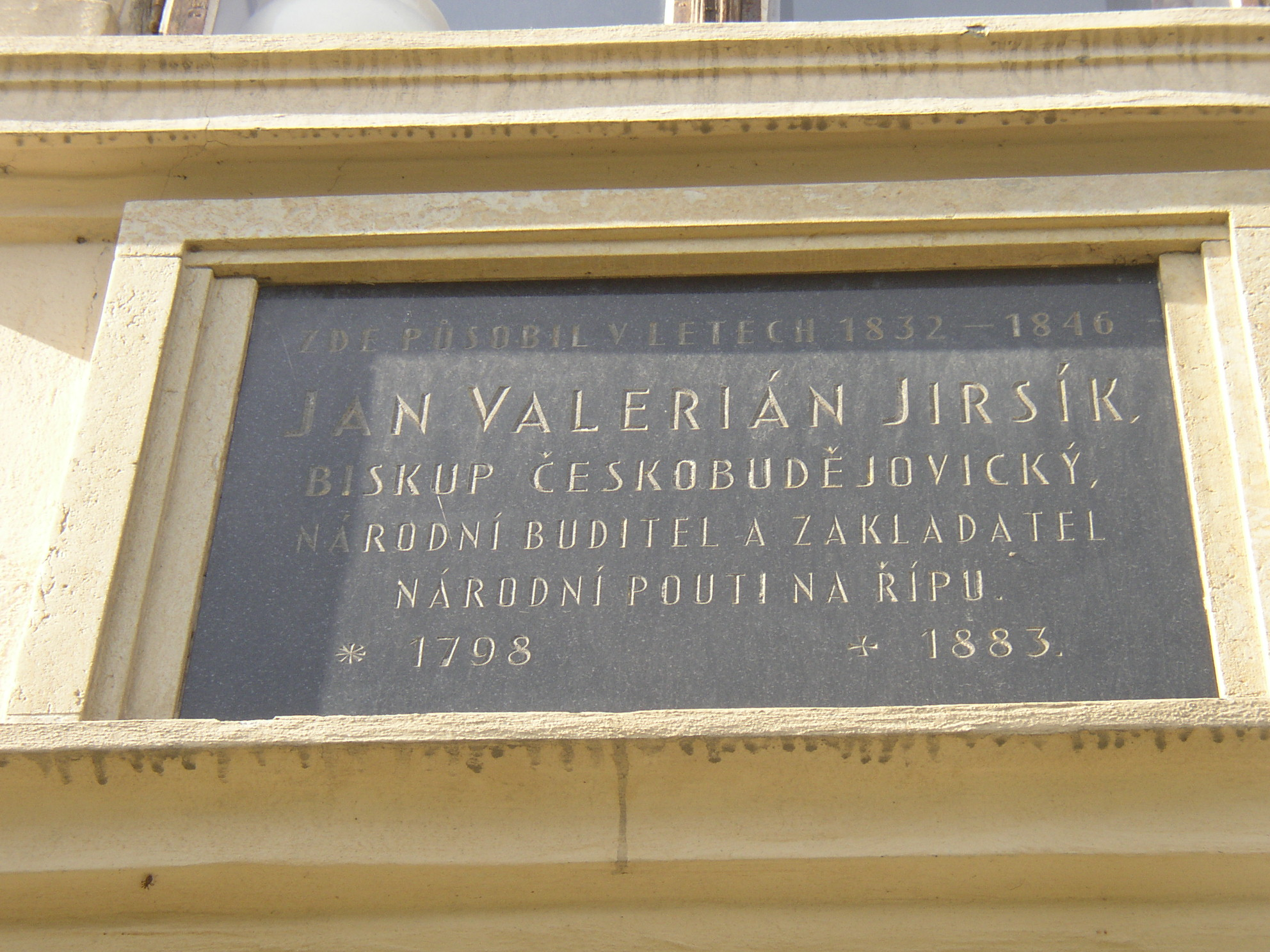
Pamětní deska na průčelí fary v Minicích

Studoval v Praze a Hradci Králové, na jáhna 3. srpna 1820, knězem pak byl vysvěcen 28. prosince téhož roku. Jako kněz působil nejdříve na Mělnicku, roku 1836 se stal kanovníkem Svatovítské kapituly. V roce 1848 byl českým kazatelem u svatého Víta v Praze. Nějakou dobu byl redaktorem Časopisu katolického duchovenstva. 25. března 1851 byl jmenován v pořadí čtvrtým biskupem českobudějovickým (vysvěcen 19. října 1851, hlavním světitelem byl Bedřich ze Schwarzenbergu, spolusvětiteli pak Karel Boromejský Hanl a Augustin Bartoloměj Hille).
V roce 1855 nechal obnovit Kapli Smrtelných úzkostí Páně, tu dobu používanou jako skladiště.
V Českých Budějovicích vynaložil obrovské úsilí na rozvoj českého školství. V roce 1868 zde založil první české gymnázium (dnes Gymnázium Jana Valeriána Jirsíka), obstaral mu budovu a první tři roky je financoval. Spoluzakládal též českou dívčí obecnou školu (Dívčí klášterní škola u Sv. Josefa, založena 1871), Českou obecnou školu chlapeckou (1873) a Ústav pro hluchoněmé (existuje dodnes).
V roce 1861 zasedl jako virilista na Český zemský sněm, který ho pak vyslal i do Říšské rady. Na mandát v Říšské radě ovšem rezignoval dopisem 8. října 1863. Na českém zemském sněmu se připojil k české státoprávní skupině požadující větší práva pro historické země v rámci monarchie. V dubnu 1861 v tomto smyslu podepsal státoprávní ohrazení českých poslanců. V roce 1863 jako jediný virilista podpořil neúspěšný návrh Františka Palackého na změnu volebního systému do zemského sněmu (na němž se česká státoprávní opozice cítila podle stávajícího volebního řádu trvale majorizována centralistickou, německou většinou).
V letech 1869–1870 se zúčastnil prvního vatikánského koncilu, kde patřil k odpůrcům institutu papežské neomylnosti.
Spolu s lineckým biskupem Franzem Josephem Rudigierem odsoudil uzákonění rozvodu i pro katolicky uzavřená manželství, za což mu císař za trest nařídil zastavit státní plat.

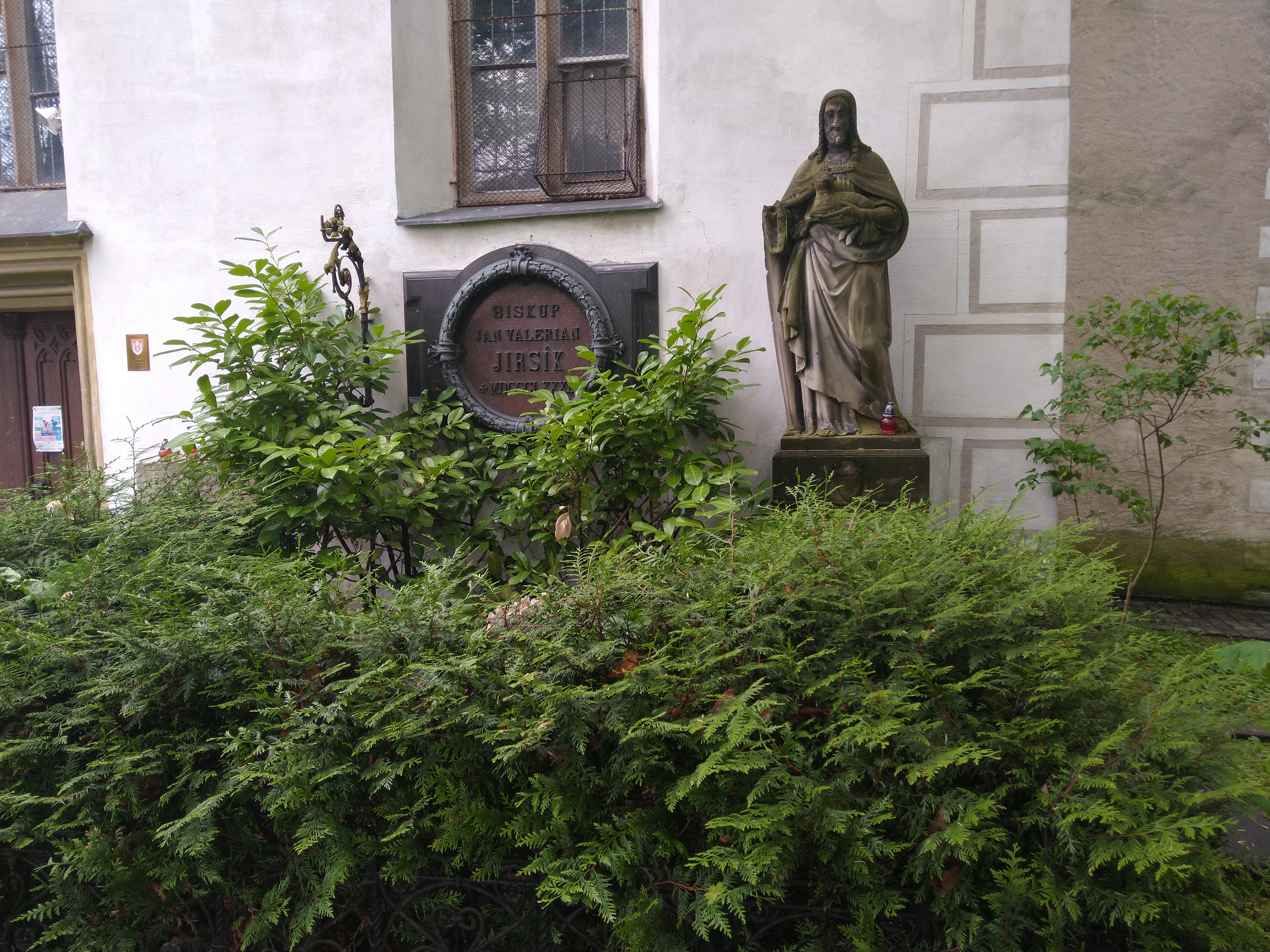
Hrob biskupa Jirsíka

Zemřel 23. února 1883 a byl pohřben v Českých Budějovicích na hřbitově u sv. Prokopa. Pohřbu se účastnilo velké množství duchovenstva včetně kardinála Bedřicha ze Schwarzenbergu.

## Posmrtné pocty

### Pomníky a pamětní desky

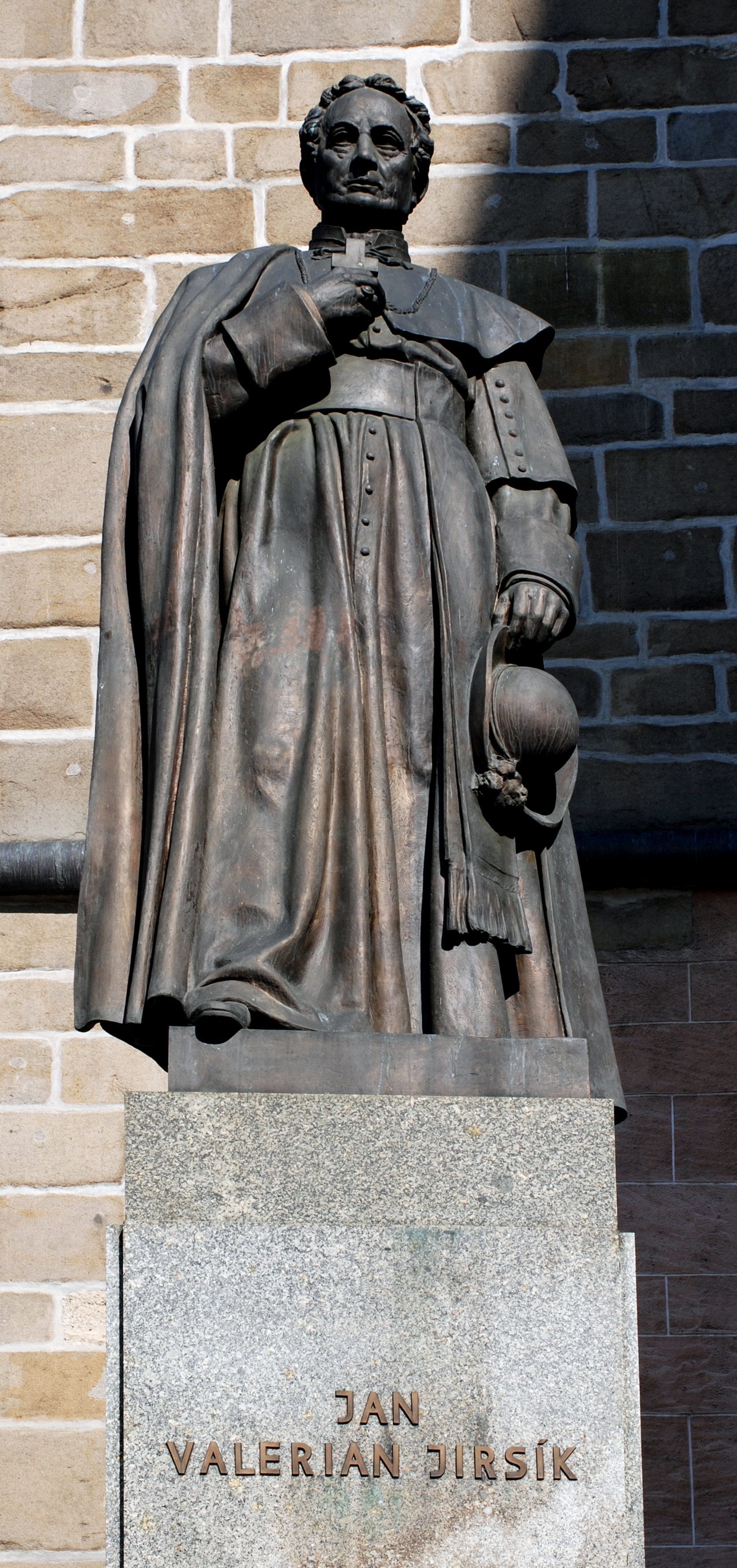
Socha Jana Valeriána Jirsíka u paty Černé věže

Ihned po Jirsíkově smrti začali sbírky za účelem výstavby pomníku, nicméně pro nepřízeň císařských úřadů bylo jeho zhotovení možné až po vzniku Československa. Pomník stojí na prostranství před Černou věží a katedrálou. Monumentální bronzová socha je jedním z posledních děl J. V. Myslbeka, žulový podstavec a celková kompozice pak dílem Antonína Balšánka a Bohumila Hübschmanna. Ke slavnostnímu odhalení pomníku došlo 28. září 1926. Po obsazení Českých Budějovic německými okupačními jednotkami a ustavení německé správy nad městem byla bronzová socha roztavena a kov využit pro válečné účely. Obnovena mohla být až po pádu komunistického režimu, stalo se tak z iniciativy Klubu přátel Českých Budějovic, přičemž k slavnostnímu odhalení repliky došlo 2. října 1993.
V Kralupech nad Vltavou-Minicích připomíná od roku 1934 Jana Valeriána Jirsíka pamětní deska nad vchodem fary, kde působil.
Devatenáctého června 1991 v den výročí Jirsíkova narození byla ve vestibulu Gymnázia Jana Valeriána Jirsíka odhalena pamětní deska s Jirsíkovo bustou. Autorem bronzové bysty je sochař Milan Knobloch, architektonický zasazení busty s mramorovou deskou v pozadí navrhl architekt Vladimír Rybák. Celá pamětní deska se nachází v mělkém výklenku se štukovým orámováním.

### Gymnázium
Po jeho smrti byla po něm pojmenována nejvýznamnější z jím založených škol, Gymnázium Jana Valeriána Jirsíka. Za německé okupace i za komunistického režimu bylo jeho jméno z názvu školy odstraněno, dnes je v něm opět.

### Ulice
V Českých Budějovicích, Praze, Soběslavi, Lišově, Klatovech, Pelhřimově a Kácově je po něm pojmenována Jirsíkova ulice.

## Dílo
- Škola nedělní
- Proč jsem katolíkem
- Bohomil
- Populární dogmatika
- Dvanáctero listů k odděleným bratřím